# Phyllophaga foxii
Phyllophaga foxii är en skalbaggsart som beskrevs av Davis 1920. Phyllophaga foxii ingår i släktet Phyllophaga och familjen Melolonthidae. Inga underarter finns listade i Catalogue of Life.